# Tor Hörlin
Tor Axel Hörlin, född 11 augusti 1899 i Adolf Fredriks församling i  Stockholm, död 12 januari 1985 i Rebbelberga församling i Ängelholm, var en svensk målare, tecknare och grafiker. Han var son till Axel Hörlin och Anna Hörlin.

## Biografi

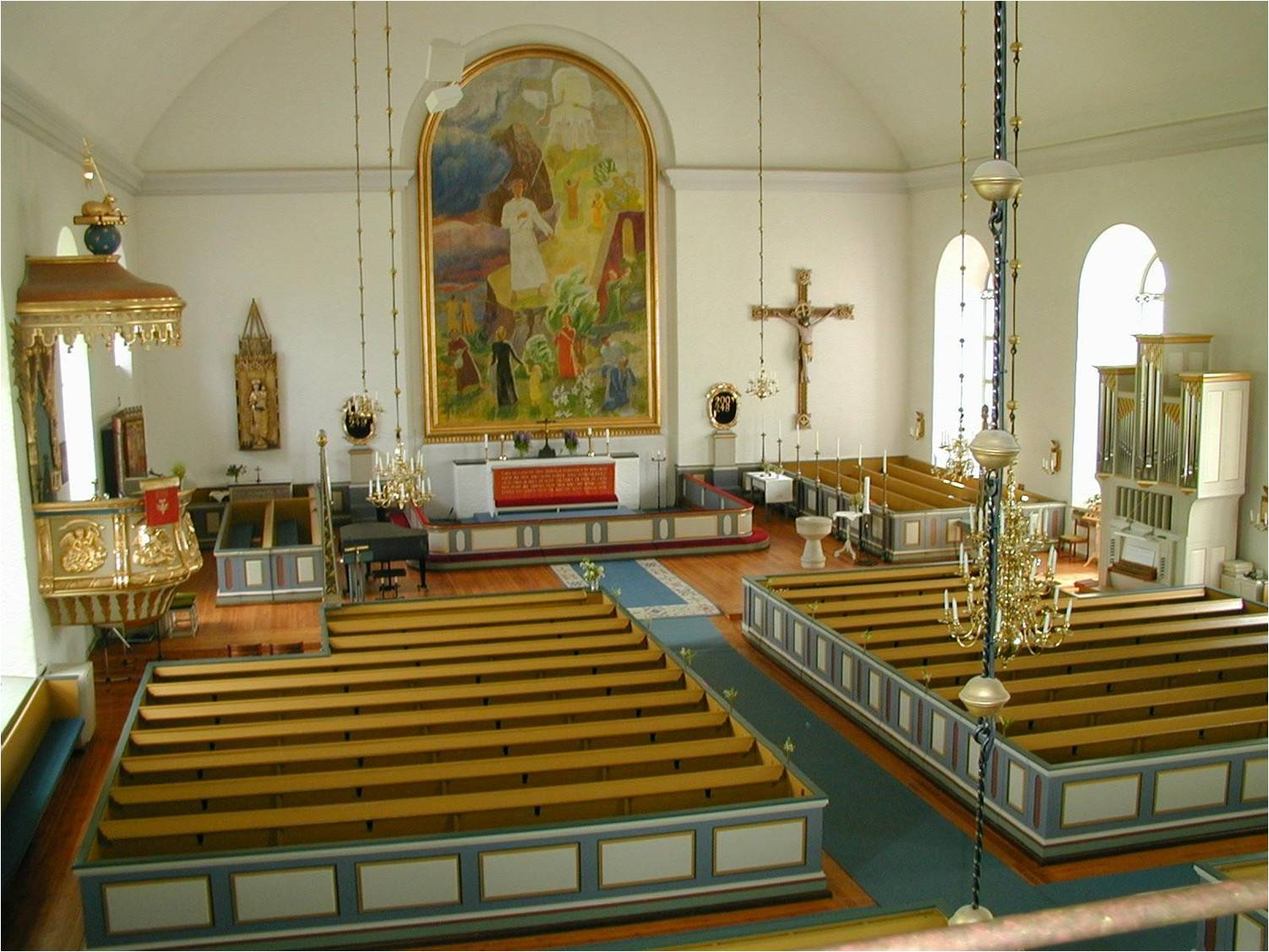
Tor Hörlin har utfört den stora altartavlan (1936) i koret i Forsa kyrka i Forsa socken väster om Hudiksvall. Kyrkan renoverades 1936 och då tillkom också ett nytt altare.

Hörlin utbildade sig vid teknisk aftonskola och därefter Althins målarskola. Han studerade därefter vid Konstakademin 1919–1923. Han var senare huvudlärare vid Konstfackskolan i dekorativt måleri 1947–1957 och ledamot av Statens konstråd 1943–1949.
Hörlins landskap och interiörer präglas av en förenklad form, rena och klara färgplan och en stämningsfull poetisk ljusskildring. 
Han har utfört ett flertal större dekorationsmålningar i både offentliga och enskilda byggnader, bland annat på Karolinska sjukhuset, Västerås krematorium, samt glas-, mosaik- och väggmålning på Kockums mekaniska verkstad i Malmö. Han har också utfört en rad målningar i svenska landsortskyrkor.
Hörlin hade ett flertal separatutställningar och har deltagit i svenska utställningar i Köpenhamn, Oslo, Rom, Venedig, Teheran och Bagdad. Hans konst finns representerad på Nationalmuseum och Moderna Museet i Stockholm, samt på Göteborgs konstmuseum, Malmö museum, Norrköpings konstmuseum och Örebro läns museum.